# 海于格松足球俱乐部
海于格松足球俱乐部（挪威語：Fotballklubben Haugesund），是位於挪威罗加兰郡海于格松的一個職業足球俱乐部，成立于1993年10月28日，由海于格松原有的两家俱乐部合并而成。该队现在参加挪威足球超级联赛。海于格松在联赛中的最佳成绩是2013年获得挪超铜牌，在2016和2018年获得挪超第四名。在挪威杯的最好成绩是在2007年和2019年获得亚军。
海于格松与維京足球會和白蘭恩體育會的比赛被称作Vestlandsderbyet（挪威西部德比）。